# Proces se Slánským
Proces se Slánským, znám pod delším úředním názvem Proces s vedením protistátního spikleneckého centra v čele s Rudolfem Slánským, byl vykonstruovaný politický proces, konaný na nátlak Stalina roku 1952. Bylo vyneseno 11 rozsudků smrti a tři rozsudky doživotí. Hlavním obviněným byl Rudolf Slánský. Proces probíhal od 20. listopadu do 27. listopadu 1952.

## Pozadí
Proces byl zkonstruován na výstrahu a varování všem komunistickým státům proti odchylkám od sovětské politiky. Stalin chtěl zabránit odcizení dalších lidově demokratických států, jako se podařilo Titovi v Jugoslávii. K procesu došlo za podpory maďarských komunistů, kteří poukazovali na to, že odsouzení v procesu s László Rajkem (září 1949) měli kontakty s československými komunisty.
Aby byl efekt výstrahy co nejsilnější, byli vybráni členové KSČ z nejvyšších stranických míst. Když Sovětský svaz ztratil možnost ovlivnit politiku Izraele skrz levicové hnutí po volbách v lednu 1949, sovětská politika zaujala proarabské stanovisko a byla zahájena antisemitská propagandistická kampaň. Tento postoj také později ovlivnil výběr obžalovaných v procesu se Slánským.

## Vlna zatýkání a proces

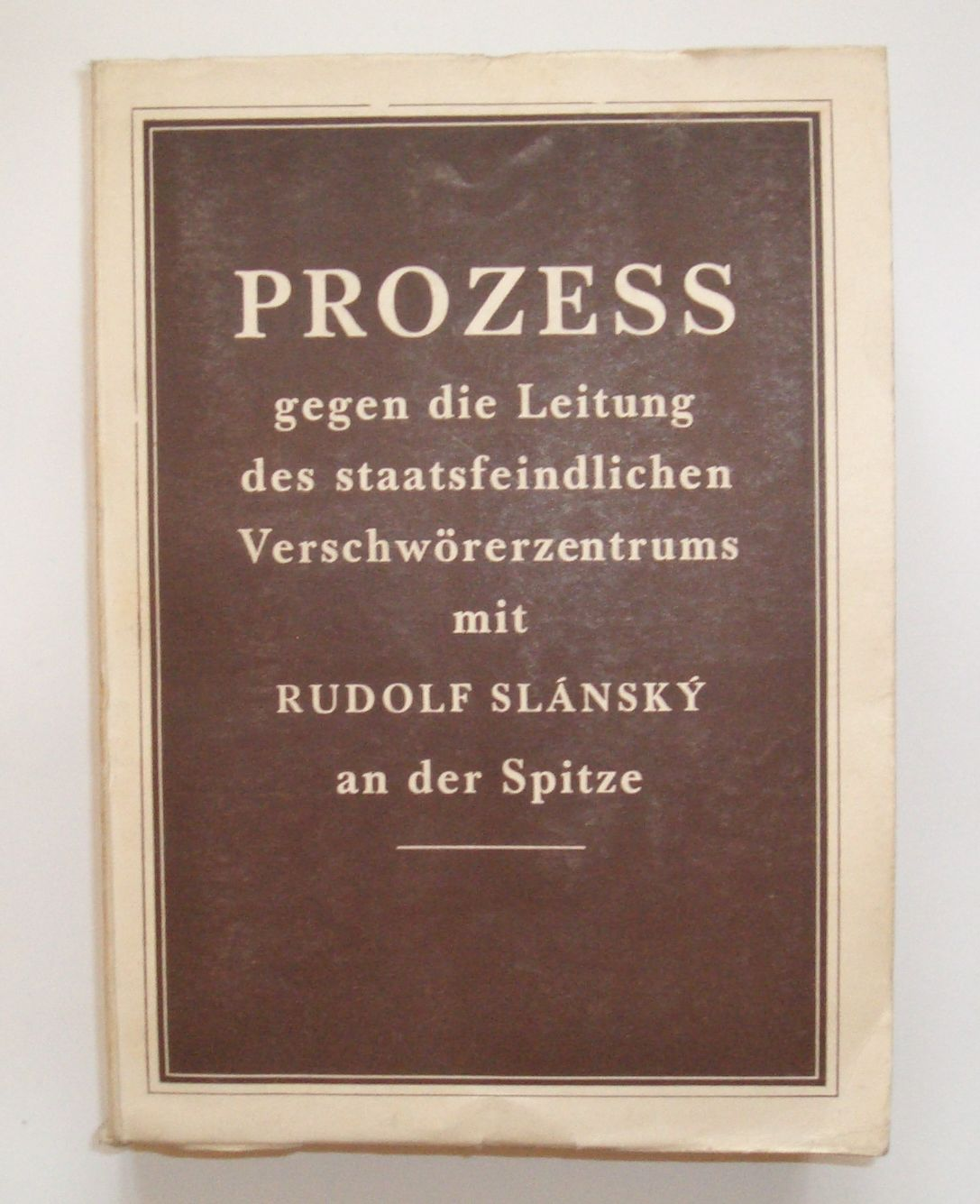
Záznam procesu, německé vydání, Praha 1953

První zatčený, Eugen Löbl, náměstek ministra zahraničního obchodu, byl uvězněn a vyslýchán už na podzim 1949. V říjnu 1950 následoval brněnský tajemník KSČ Otto Šling. Zatýkání pokračovalo v roce 1951, v lednu byl zatčen ministr zahraničních věcí Vladimír Clementis a jeho náměstek Artur London, v únoru Karel Šváb, náměstek ministra národní bezpečnosti. Pozice Rudolfa Slánského v rámci strany byla dlouho zdánlivě bezpečná a ještě v červenci 1951 byly s velkou pompou a oficiálními poctami slaveny jeho 50. narozeniny. Záhy poté však Slánský začal být uvnitř nejužšího stranického vedení vystavován útokům pro nedostatečnou bdělost a nedůsledný postup v boji proti vnitřnímu nepříteli, počátkem září byl pak po vynucené sebekritice zbaven funkce generálního tajemníka (která byla oficiálně zrušena) a instalován na podřadnější místo vicepremiéra.
11. listopadu 1951 přijel do Prahy inkognito Stalinův blízký spolupracovník Anastáz Mikojan s pokynem od Stalina, aby byl Slánský neprodleně zatčen. Klement Gottwald, pod sovětskou hrozbou, že sám bude do spiknutí vtažen, dal v listopadu 1951 souhlas k zatčení svého přítele Slánského, generálního tajemníka ÚV KSČ.
Sovětští poradci s pomocí Státní bezpečnosti zahrnuli do „spiknutí“ škálu osobností: od stalinistů Švába a Reicina, přes umírněné[zdroj?] komunisty Clementise a Franka, až po neangažující se profesionální experty, jako byli Margolius a Frejka, a nakonec i Slánského, který byl jistou dobu za přípravu procesů zodpovědný.
Po měsících fyzického nátlaku a nekonečných výslechů se obžalovaní poprvé sešli u Státního soudu, jehož přelíčení se konalo v hlavní pražské soudní síni na Pankráci. Soud se konal od 20. do 27. listopadu 1952. Hlavním prokurátorem byl Josef Urválek. Byli obviněni ze špionáže, trockismu, titoismu, spiknutí proti republice a záškodnictví, a byli popsáni jako nepřátelé československého lidu a sionističtí, buržoazně nacionalističtí zrádci. Jedenáct ze čtrnácti obžalovaných bylo označeno jako osoby židovského původu. Clementis byl Slovák, Šváb a Frank Češi bez židovských kořenů. Všichni obžalovaní se museli naučit nazpaměť své výpovědi, které jim byly napsány jejich vyšetřovateli, a než nastalo hlavní soudní líčení, byli z nich několikrát zkoušeni. Proces měl v Československu velký ohlas; rozsudky podporovalo přes 8500 peticí a většina z nich žádala smrt pro všechny obžalované.
Jedenáct obviněných bylo odsouzeno k trestu smrti, tři dostali doživotí – což byl (za hranicemi SSSR) nejvyšší počet takto tvrdých trestů, udělených v jediném procesu. O vině a trestu se rozhodlo na ÚV KSČ a v Moskvě – ne u soudu. Gottwald odmítl odsouzené omilostnit, poprava se konala uprostřed noci na 3. prosince 1952 v Pankrácké věznici. Popel odsouzených byl rozmetán příslušníky StB kdesi za Prahou.

## Obžalovaní
Obžalovány byly následující osoby:
|     | Obrázek | Jméno              | Rok narození | Funkce                                                              | Rozsudek    |
| --- | ------- | ------------------ | ------------ | ------------------------------------------------------------------- | ----------- |
| 1.  |         | Rudolf Slánský     | 1901         | generální tajemník KSČ                                              | trest smrti |
| 2.  |         | Vladimír Clementis | 1902         | ministr zahraničních věcí                                           | trest smrti |
| 3.  |         | Otto Fischl        | 1902         | náměstek ministra financí                                           | trest smrti |
| 4.  |         | Josef Frank        | 1909         | zástupce generálního tajemníka KSČ                                  | trest smrti |
| 5.  |         | Ludvík Frejka      | 1904         | přednosta národohospodářského odboru Kanceláře prezidenta republiky | trest smrti |
| 6.  |         | Bedřich Geminder   | 1901         | vedoucí mezinárodního oddělení ÚV KSČ                               | trest smrti |
| 7.  |         | Vavro Hajdů        | 1913         | náměstek ministra zahraničních věcí                                 | doživotí    |
| 8.  |         | Eugen Löbl         | 1907         | náměstek ministra zahraničního obchodu                              | doživotí    |
| 9.  |         | Artur London       | 1915         | náměstek ministra zahraničních věcí                                 | doživotí    |
| 10. |         | Rudolf Margolius   | 1913         | náměstek ministra zahraničního obchodu                              | trest smrti |
| 11. |         | Bedřich Reicin     | 1911         | náměstek ministra národní obrany                                    | trest smrti |
| 12. |         | André Simone       | 1895         | redaktor Rudého práva                                               | trest smrti |
| 13. |         | Otto Šling         | 1912         | vedoucí tajemník krajského výboru KSČ v Brně                        | trest smrti |
| 14. |         | Karel Šváb         | 1904         | náměstek ministra národní bezpečnosti                               | trest smrti |

## Vedlejší oběti čistek
Kromě vynesených trestů smrti měly všechny stranické čistky i své „vedlejší“ oběti. V rámci Procesu se Slánským zemřel například za nevyjasněných okolností Ing. Svatopluk Rada, báňský profesionál a vládní zmocněnec pro strategickou těžbu uranové rudy. Ekonomicky a společensky byly poškozeny manželky a děti odsouzených osob.
Mezi další účastníky v procesu, později obvinění z podobných příčin, patřili také politici Mordechaj Oren a Šimon Ornstein.

## Slogan „Psovi psí smrt!“
Ve zprávě z osmého (závěrečného) dne procesu byl patrně poprvé použitý básníkem Ivanem Skálou slogan „Psovi psí smrt!“. Podle dostupné literatury je autorství mylně připisováno i jiným umělcům (Ivanu Olbrachtovi, Marii Pujmanové). Olbrachtovi nejspíše proto, že ze soudního líčení psal rovněž reportáže do Rudého práva, autorství Pujmanové nelze doložit. („Psovi psí smrt“, rusky собаке собачья смерть, je jinak staré ruské pořekadlo, zmiňované v literatuře už roku 1833; tento výrok údajně vyslovil též car Mikuláš I., když se roku 1841 dověděl o smrti básníka Lermontova.)

## Rehabilitace a vyznamenání
V roce 1963 byli všichni obžalovaní stranicky i soudně tajně rehabilitováni. Teprve v roce 1968 byla československá veřejnost o těchto skutečnostech podrobněji informována.
Prezident Ludvík Svoboda udělil 30. dubna 1968 některým odsouzeným řád či vyznamenání:
- Vladimír Clementis, Hrdina ČSSR, in memoriam
- Josef Frank, Hrdina ČSSR, in memoriam
- Ludvík Frejka, Řád republiky, in memoriam
- Vavro Hajdů, Řád republiky
- Artur London, Řád republiky
- Rudolf Margolius, Řád republiky, in memoriam
- André Simone, Řád republiky, in memoriam
- Bedřich Geminder, Řád práce, in memoriam
- Eugen Löbl, Řád práce

## Nález filmového záznamu procesu
15. března 2018 bylo v prostorách bývalého Výzkumného ústavu kovů v Panenských Břežanech insolvenčním správcem ve spolupráci s historikem Petrem Blažkem a režisérem Martinem Vadasem nalezeno 20 skladových beden s filmovým materiálem. Jedná se o záznam procesu se Slánským, který zde byl patrně ukryt brzy po sametové revoluci a o jehož existenci se pouze spekulovalo. Materiály převzal Národní filmový archiv, později je musel předat Národnímu archivu.
Část archivů byla využita pro dokument KDO JINÉMU JÁMU Rudolf Slánský scenáristy a režiséra Martina Vadase (2020). Tento film byl v roce 2021 nominován na Českého lva ČFTA v kategorii dokumentární film.
Le Procès – Praha 1952, francouzský dokumentární film režisérky Ruth Zylberman pro ARTE France & Pernel Media měl světovou premiéru 18. ledna 2022 na Mezinárodním festivalu dokumentárních filmů FIPADOC v Biarritzu. Nový film byl založen na filmových a zvukových materiálech, nalezených v Panenských Břežanech. Režisérka vypráví proces prostřednictvím potomků tří odsouzených: dcery a vnuka Rudolfa Slánského, syna a vnučky Rudolfa Margolia, oba po procesu popravených, a tří dětí Artura Londona, odsouzeného na doživotí.